# 배재준 (배우)
배재준(1984년 2월 17일 ~ )은 대한민국의 배우이다.

## 출연작

### 드라마
- 《신돈》(MBC, 2005년)
- 《눈꽃》(SBS, 2006년)
- 《며느리 전성시대》(KBS2, 2007년)
- 《달콤한 인생》MBC, 2008년)
- 《천추태후》(KBS2, 2009년)
- 《솔약국집 아들들》(KBS2, 2009년)
- 《욕망의 불꽃》(MBC, 2010년)
- 《인수대비》(JTBC, 2012년)